# Robert Storm Petersen
Robert Storm Petersen (19 settembre 1882 – 6 marzo 1949) è stato un attore e regista danese.

## Filmografia

### Attore
- Den sorte maske
- En foræring til min Kone o Den fulde Mand, regia di Viggo Larsen (1906)
- Caros Død
- Ridderen af Randers Bro
- Lykkens Galoscher
- Der var engang, regia di Viggo Larsen e Gustav Lund (1907)
- Trilby, regia di Viggo Larsen (1908)

## Galleria d'immagini

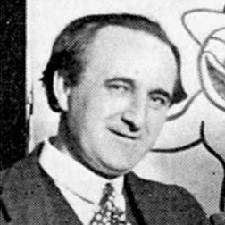
Robert Storm Petersen circa 1913.
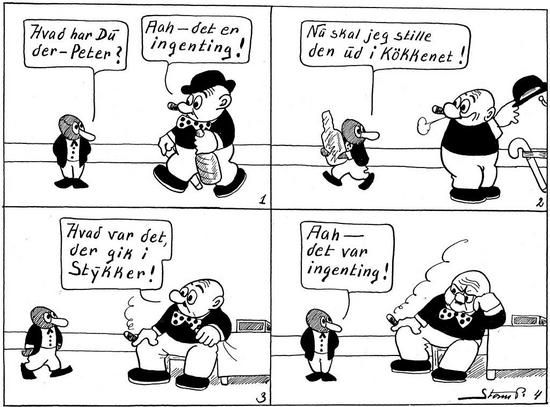
Peter & Ping 1922.
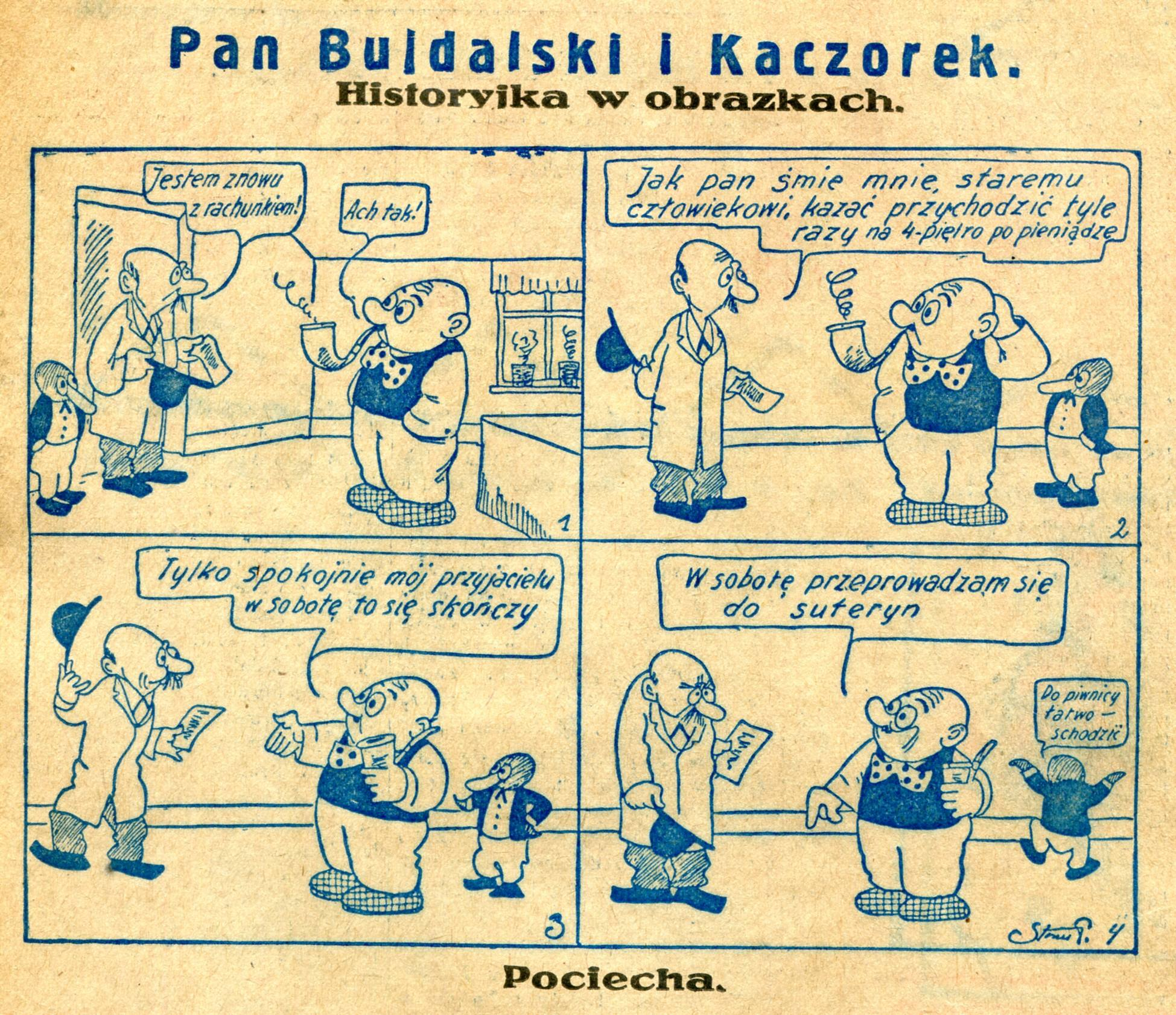
Peter & Ping 1930.
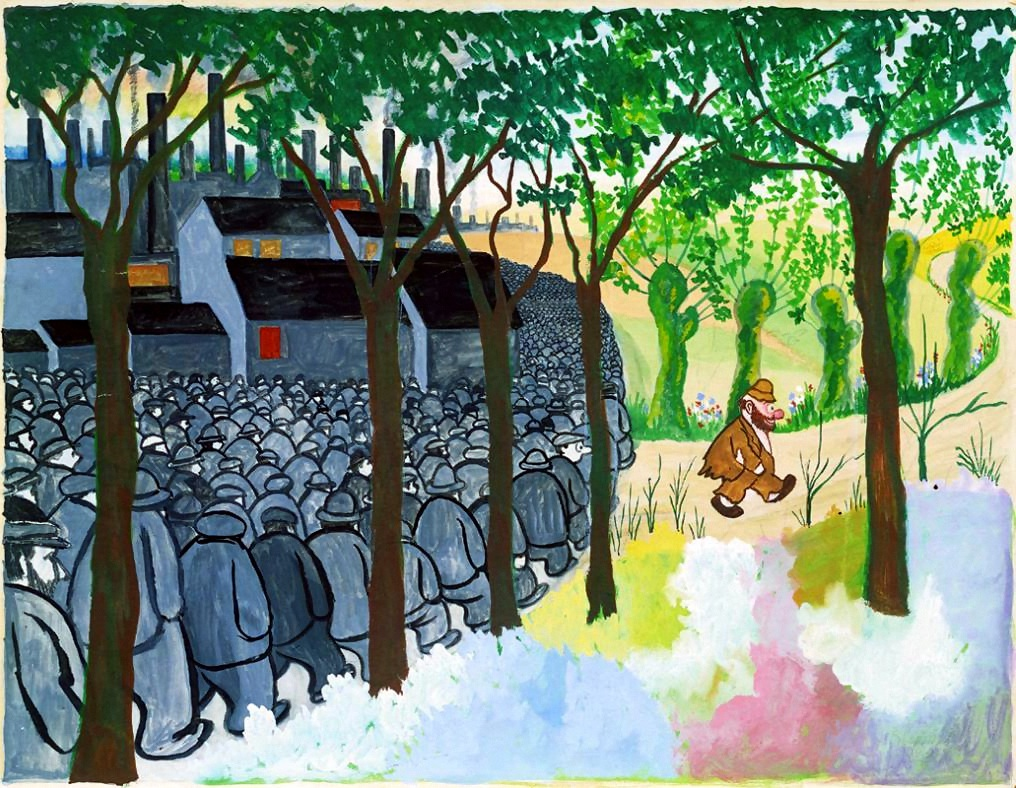
Back to nature.
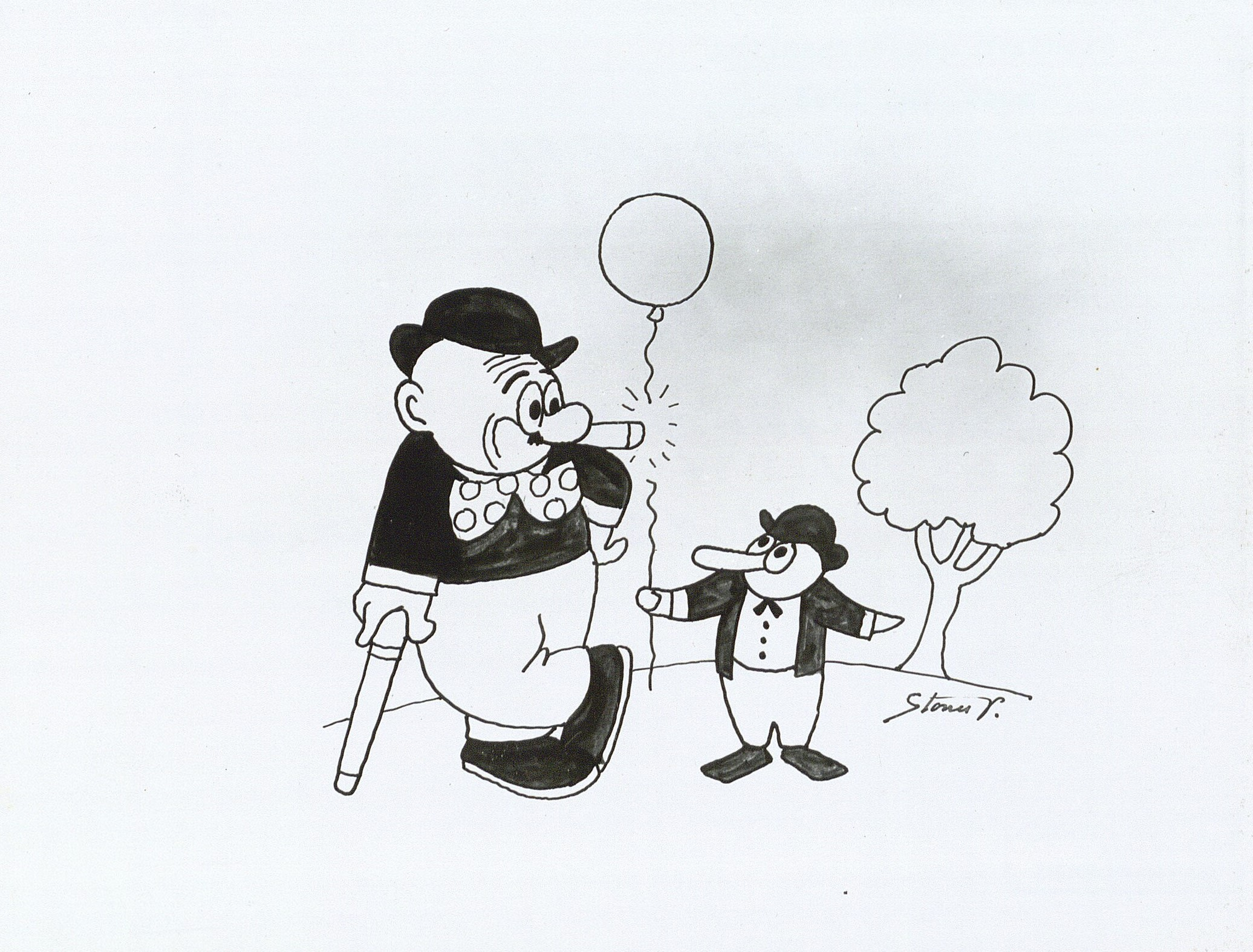
Peter & Ping
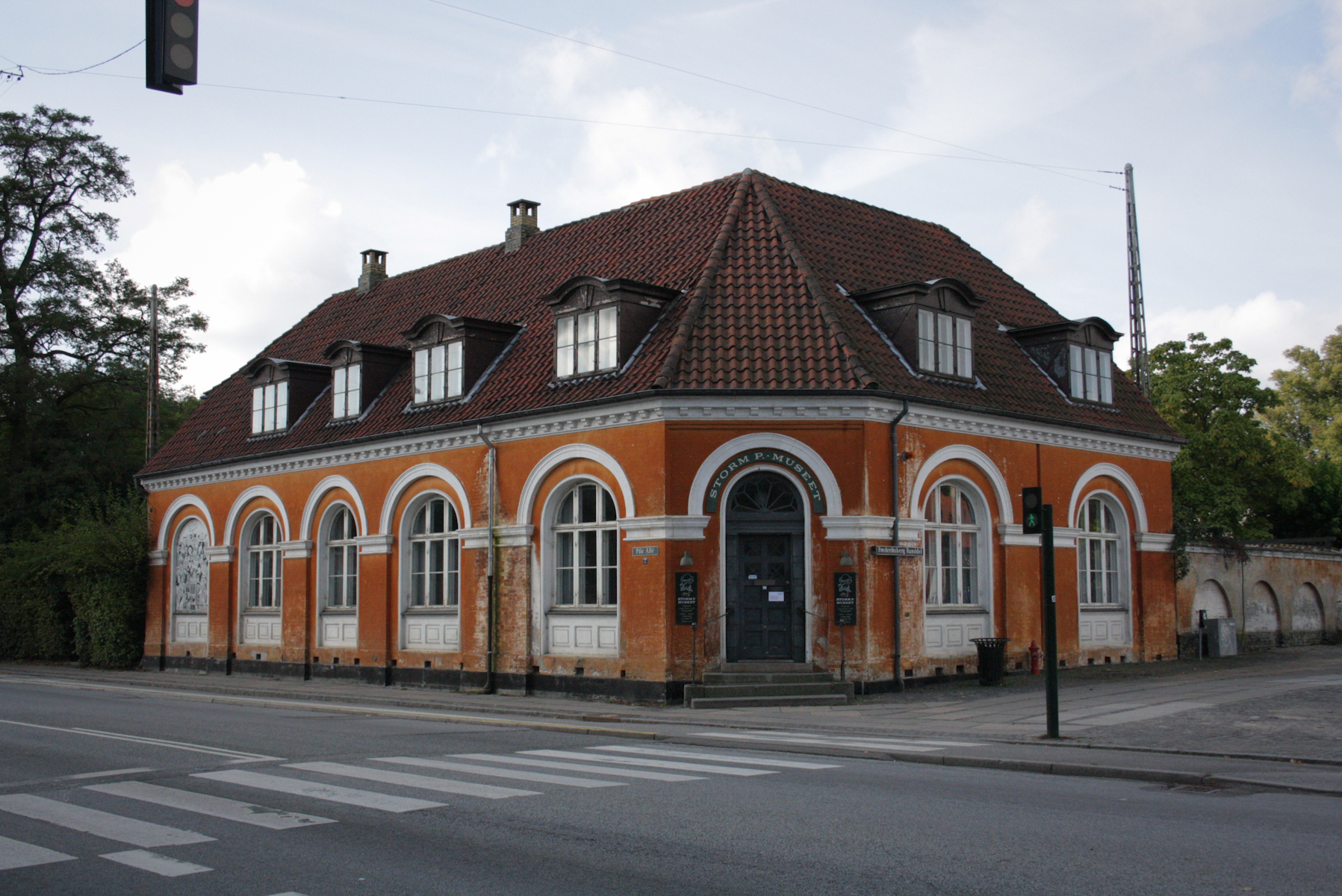
Storm P mueeum.